# Gottfried Heinrich Krohne
Gottfried Heinrich Krohne (Dresda, 26 marzo 1703 – Weimar, 30 maggio 1756) è stato un architetto tedesco.

## Biografia
Krohne era figlio dello stalliere Johann Christoph Crune. Egli fu capomastro di corte dei duchi di Sassonia-Weimar (dal 1726), dei duchi di Sassonia-Gotha e dei principi di Schwarzburg-Rudolstadt (dal 1743), lavorando però anche per altri principi come gli arcivescovi di Magonza e di Bamberga.
Krohne fu parimenti architetto di alcuni edifici nel Franconia settentrionale. Tra i suoi capolavori si annoverano i progetti della ricostruzione totale della città di Ilmenau, dopo che questa, a causa di un grosso incendio nel 1752 fu totalmente distrutta.
Krohne è considerato uno dei più importanti architetti della storia della Turingia. Uno dei suoi principali collaboratori ed allievi fu Johann David Weidner, che inizialmente fu diresse i lavori del maestro e, dopo la sua morte, proseguì l'attività del suo studio.
La salma di Gottfried Heinrich Krohne riposa nel Jakobsfriedhof, cimitero di Weimar.

## Opere

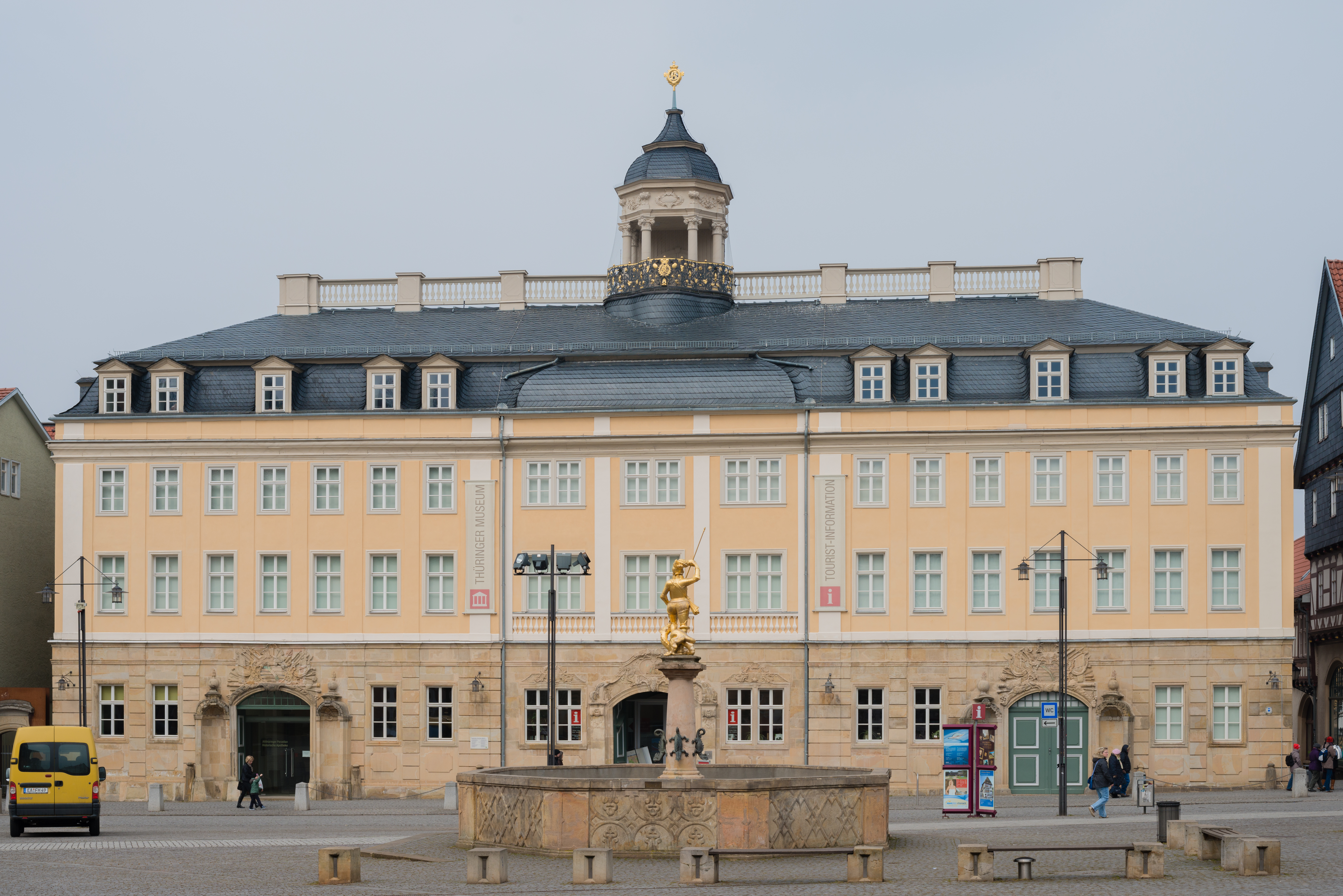
Palazzo della città di Eisenach

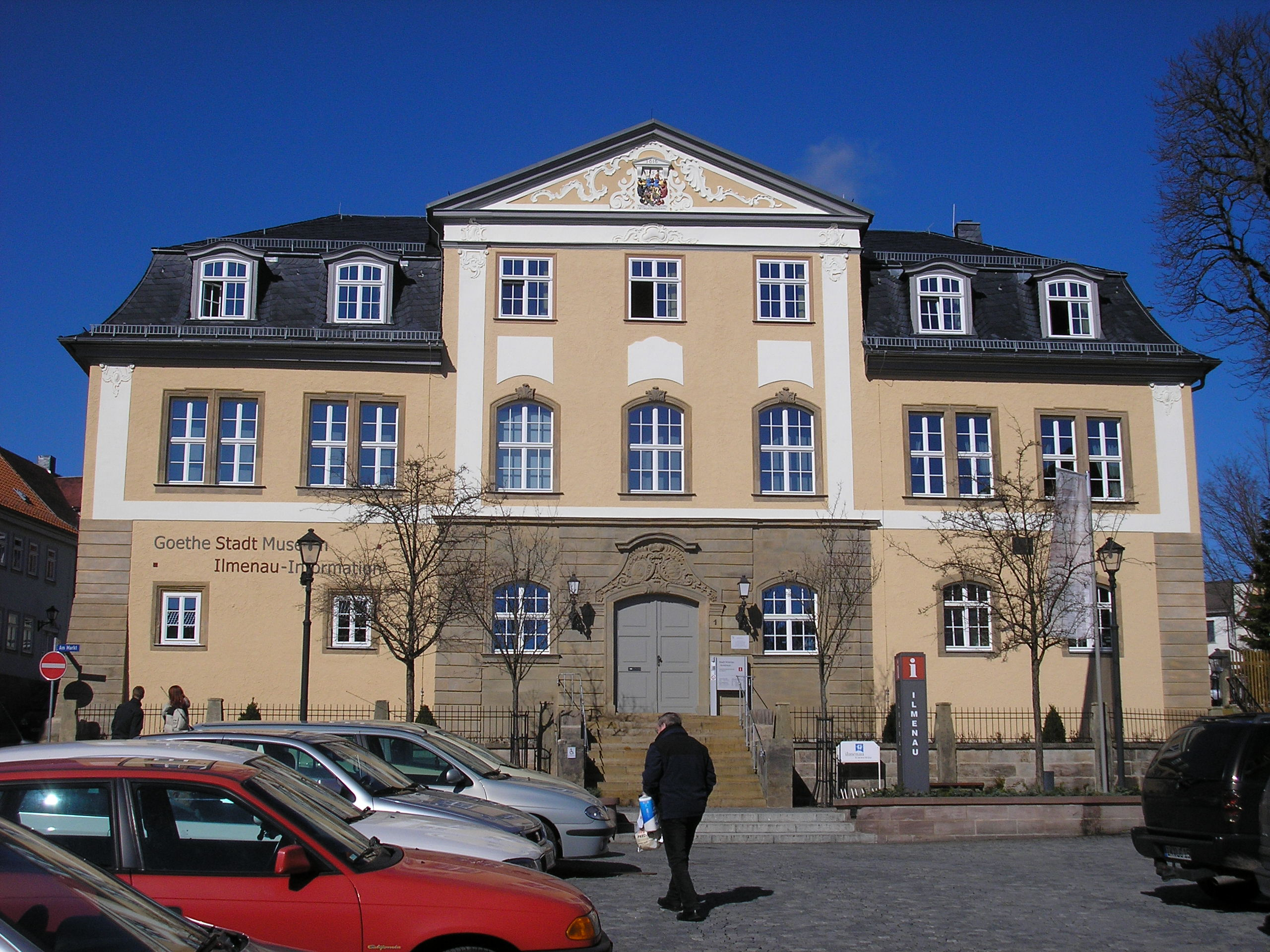
Palazzo uffici a Ilmenau

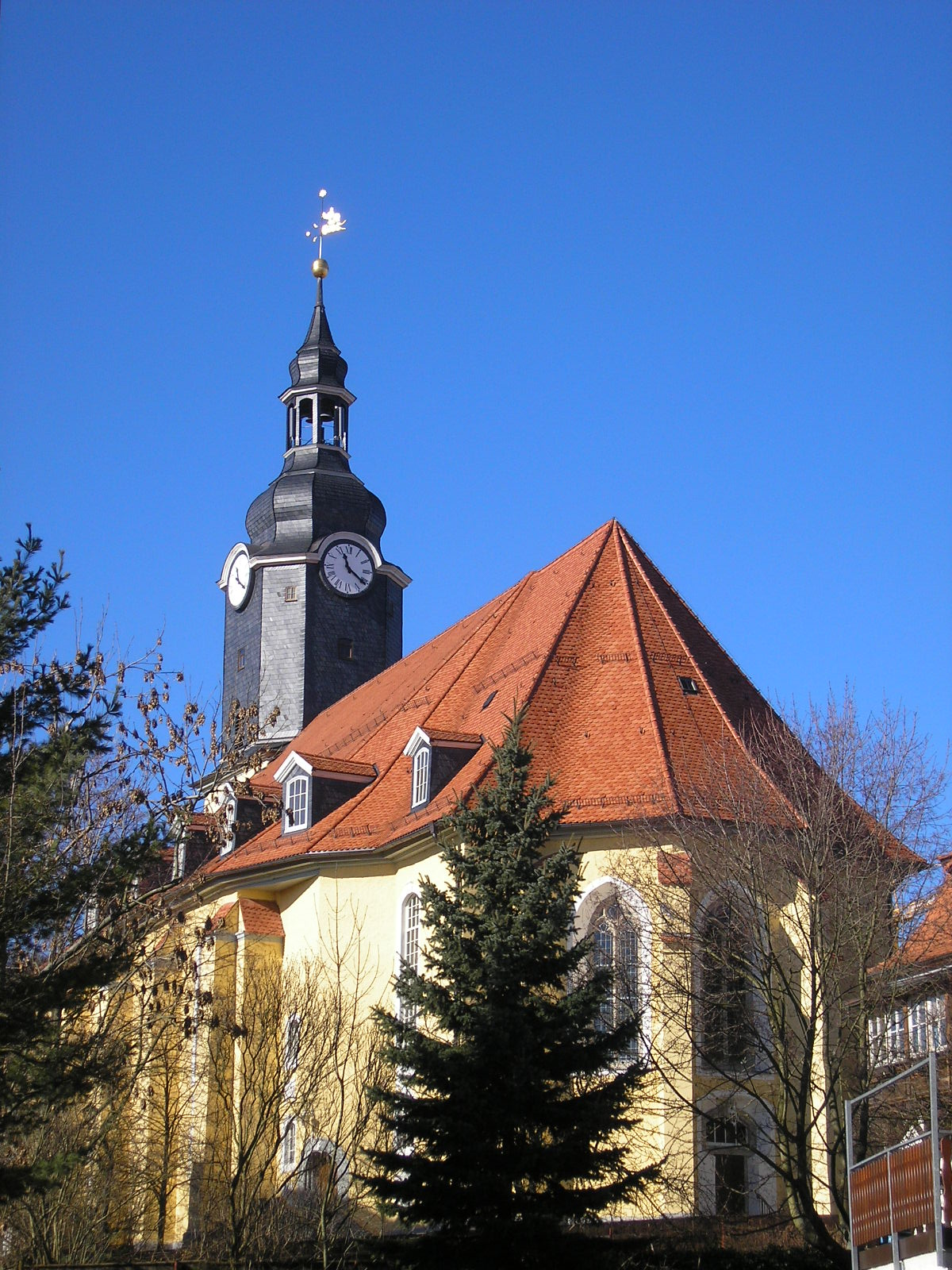
Chiesa cittadina di Ilmenau

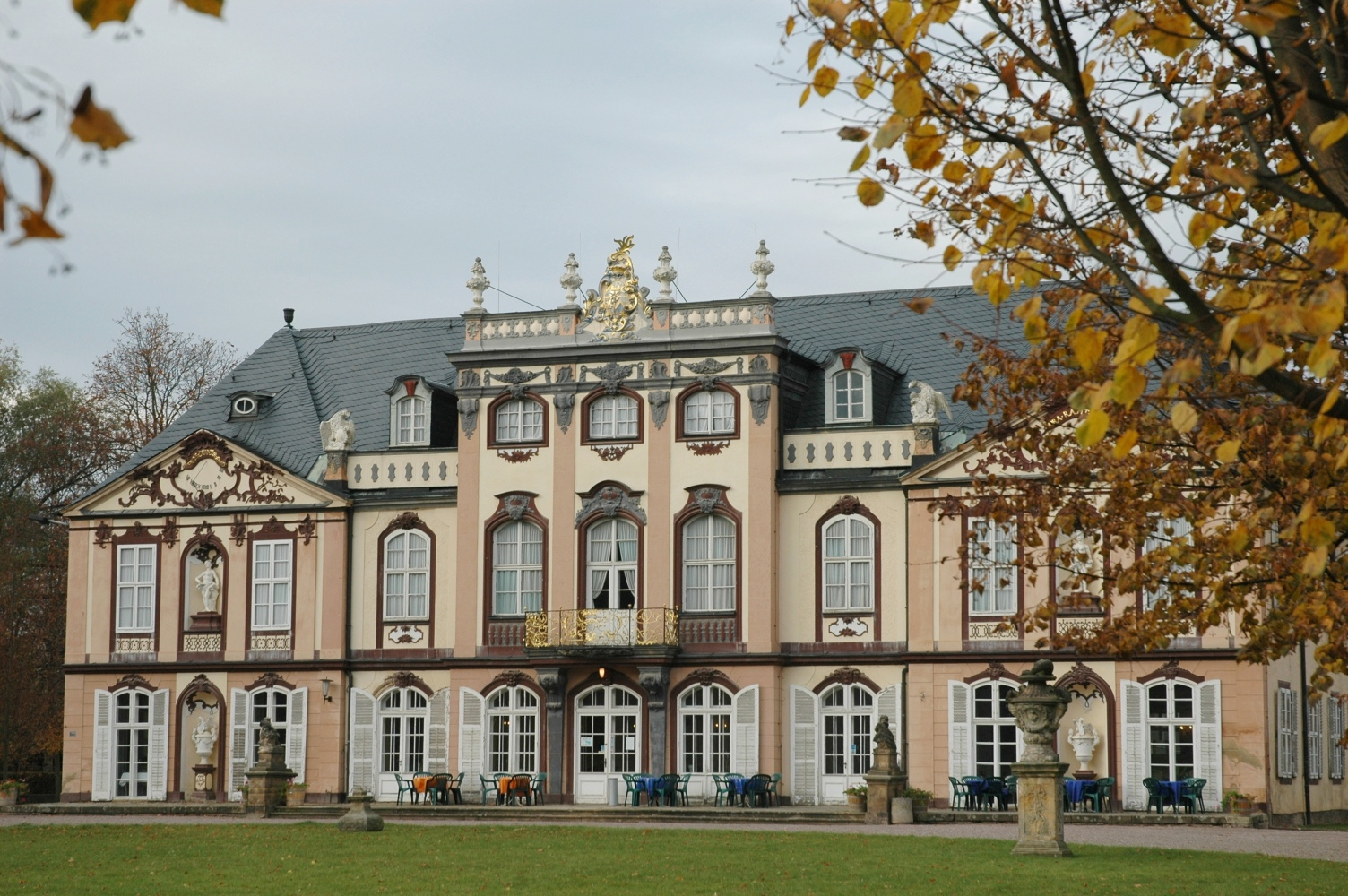
Palazzo Molsdorf a Erfurt

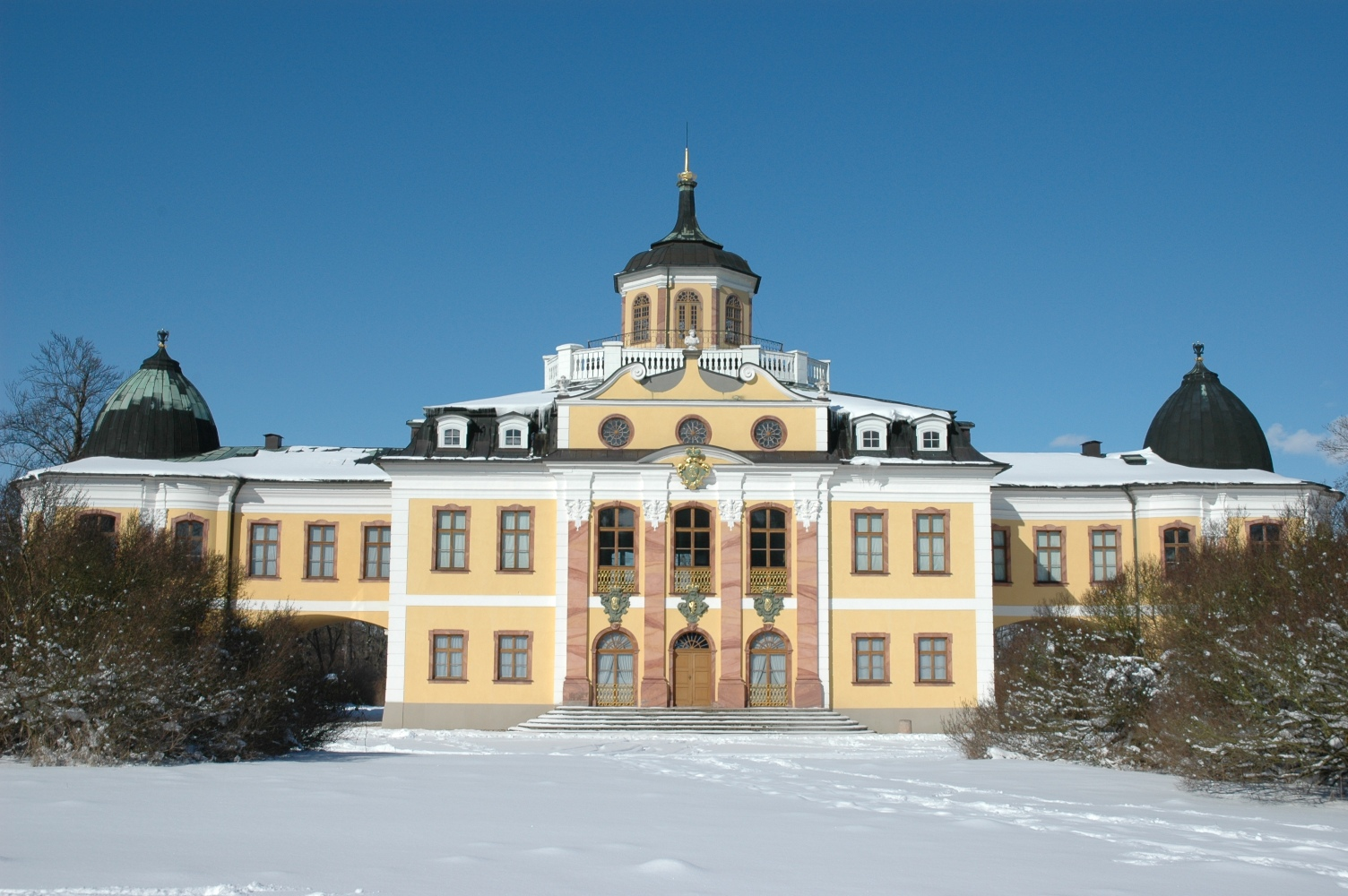
Palazzo Belvedere a Weimar

### Sachsen-Weimar-Eisenach
- Scuderie e stuccature del soffitto nella casa ducale di Burg Creuzburg a Creuzburg (1744/45)
- Restauro del Werrabrücke Creuzburg (1747)
- Palazzo rococò Neues Schloss del Castello di Dornburg a Dornburg (1736–1741)
- Progetto di ristrutturazione della piazza del mercato di Eisenach come centro di rappresentanza (Pianta della chiesa di San Giorgio con progetto della nuova costruzione); i progetti tuttavia non furono eseguiti a causa del sopravvenuto decesso del duca  Ernesto Augusto I di Sassonia-Weimar
- Castello di Eisenach (1741–1751)
- Castello di Ettersburg a Ettersburg presso Weimar (1730–1740)
- Ampliamento del Castello Kochberg a Großkochberg (1732/33)
- Castello di Hardisleben ad Hardisleben presso Sömmerda (1739/40)
- Castello di caccia Hohe Sonne a Eisenach (1741–1746)
- Chiesa cittadina di San Giacomo a Ilmenau (progetto 1752; cambiato 1760–1770)
- Casa per uffici in Ilmenau (1756)
- Palazzo di Ilmenau (1740), distrutto da un incendio nel 1752
- Piano della nuova Ilmenau, 1752, dopo l'incendio della città (strade ed edifici)
- Ampliamento del Castello di Marksuhl a Marksuhl presso Eisenach (1741–1743)
- Hausmannsturm (Schlossturm) in Weimar (1729–1732)
- Castello di Belvedere a Weimar (1728–1740)
- Ristrutturazione del castello di caccia di Wilhelmsthal a Eisenach (1741)

### Altri luoghi della Turingia
- Orangerie a Gera (per il Principato di Reuss-Gera) (1729–1732)
- Appartamenti del Castello di Friedenstein a Gotha (per il ducato di Sachsen-Gotha), (1747–1751)
- Orangerie a Gotha (per Sachsen-Gotha) (1747–1774)
- Castello di Großvargula in Großvargula a Bad Langensalza (per il Principato di Magonza) (1727)
- Ponte di Marienthal sul Apfelstädt presso Molsdorf (nel ducato di Sachsen-Gotha, per il conte dell'impero Gustav Adolf von Gotter) (1751/1752)
- Ristrutturazione del Castello di Molsdorf a Molsdorf presso Erfurt da una fortezza (in Sachsen-Gotha, per il conte dell'impero Gustav Adolf von Gotter) (1734–1751)
- Ampliamento dell'interno, ristrutturazione ed erezione delle torri nel Castello di Heidecksburg a Rudolstadt per lo stato di Schwarzburg-Rudolstadt (1743–1756)
- Lavanderia del Castello di Heidecksburg a Rudolstadt (1754)
- Casa di abitazione barocca nel Markt 2 a Rudolstadt (1745)
- Casa di abitazione barocca nel Markt a Suhl (1754)

### Franconia
- Santuario dei Quattordici Santi a Bad Staffelstein (dell'abate Stephan Mösinger dell'abbazia di Langheim: lavori preliminari in concorrenza con la diocesi di Bamberga e Balthasar Neumann; 1743–1772)
- Abbazia di Langheim  a Lichtenfels, partecipazione ai lavori durati dal  1680 al 1792

## Riconoscimenti

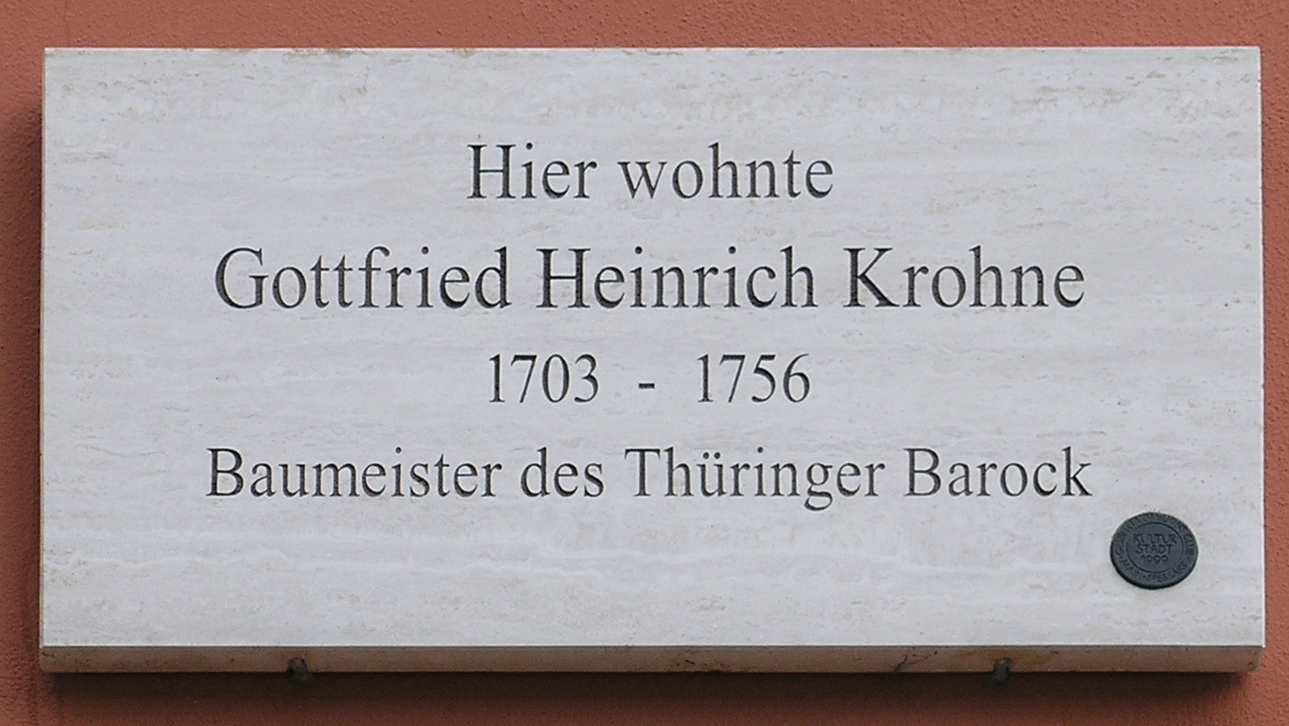
Targa commemorativa sulla casa che fu abitata da Gottfried Heinrich Krohne

A Ilmenau e Lichtenfels, vi sono vie intitolate a Krohne. La sua casa nella Weimarer Jakobsstraße 15 / angolo Vorwerksgasse riporta una targa a lui intitolata.

## Altro
Di Krohne è noto fino ad ora un solo ritratto. Questo può essere visto come dipinto esposto nel castello di Heidecksburg a Rudolstadt. Una targa commemorativa si trova vicino alla sagrestia a nord del cimitero in cui è sepolto.